# Robert Grassin
Robert "Toto" Grassin (Le Mans, 17 de setembre de 1898 - Gien, 26 de juny de 1980) va ser un ciclista francès, professional des del 1922 al 1940. Es va especialitzar en el mig fons, en què va aconseguir un Campionat del Món.

## Palmarès
- 1921
  - 1r al Critérium des Aiglons i vencedor d'una etapa
  - 1r a la París-Évreux
- 1924
  -  Campió de França de Mig fons
- 1925
  -  Campió del Món de Mig fons